# Col·lectiu d'Organitzacions Democràtiques de Masses i de Partits Polítics
El Col·lectiu d'Organitzacions Democràtiques de Masses i de Partits Polítics (Francès: Collectif des Organisations Démocratiques de Masse et de Partis Politiques, CODMPP) és una aliança política de Burkina Faso (antic Alt Volta). Va ser fundat el desembre del 1998 pels partits polítics, unions i NGOs d'esquerres. El CODMPP és liderat per Halidou Ouédraogo.